# I. e. 1140-es évek
Évszázadok: i. e. 13. század – i. e. 12. század – i. e. 11. század
Évtizedek: i. e. 1200-as évek – i. e. 1190-es évek – i. e. 1180-as évek – i. e. 1170-es évek – i. e. 1160-as évek – i. e. 1150-es évek – i. e. 1140-es évek – i. e. 1130-as évek – i. e. 1120-as évek – i. e. 1110-es évek – i. e. 1100-as évek
Évek: i. e. 1149 – i. e. 1148 – i. e. 1147 – i. e. 1146 – i. e. 1145 – i. e. 1144 – i. e. 1143 – i. e. 1142 – i. e. 1141 – i. e. 1140

## Események
- I. e. 1149. – Az első trójai háború.
- I. e. 1147. – Démophón, Athén legendás királya 33 évnyi uralkodás után meghal.
- I. e. 1147. – Wu Yi kínai császár uralkodásának kezdete.
- I. e. 1145. – IV. Ramszesz halála.
- I. e. 1145. – 1141. - V. Ramszesz uralkodása Egyiptomban.
- I. e. 1141. – VI. Ramszesz uralkodásának kezdete.